# Siberie m’était contéee
Sibérie m’était contéee – album wydany w 2004 r. przez francuskiego piosenkarza Manu Chao. Płyta zawiera 23 utwory – po raz pierwszy w jego piosenkarskiej karierze wszystkie w języku francuskim. Teksty piosenek opowiadają w większości o życiu toczącym się w Paryżu. Ilustracje do albumu wykonał Polak, Jacek Woźniak.

## Lista utworów
1. "Le P'tit Jardin"
2. "Petite Blonde du Boulevard Brune"
3. "La Valse à Sale Temps"
4. "Les Milles Paillettes"
5. "Il Faut Manger"
6. "Helno Est Mort"
7. "J'ai Besoin de La Lune"
8. "L'automne Est Las"
9. "Si Loin de Toi... Je Te Joue"
10. "100.000 remords"
11. "Trop Tôt, Trop Tard"
12. "Te Tromper"
13. "Madame Banquise"
14. "Les Rues de L'Hiver"
15. "Sibérie Fleuve Amour"
16. "Les Petites Planètes"
17. "Te Souviens Tu..."
18. "J'ai Besoin de La Lune... Remix"
19. "Dans Mon Jardin"
20. "Merci Bonsoir..."
21. "Fou de Toi"
22. "Les Yeux Turquoises"
23. "...Sibérie..."